# 伊恩·馬迪甘
伊恩·馬迪甘（英語：Ian Madigan；1989年3月21日—）是一位愛爾蘭橄欖球運動員。他是愛爾蘭國家橄欖球隊的一員，代表愛爾蘭參加了2015年世界盃橄欖球賽。